# 藤原行隆
藤原 行隆（ふじわら の ゆきたか）は、平安時代後期の貴族。葉室行隆とも呼称する。藤原北家勧修寺流、権中納言・藤原顕時の長男。官位は正四位下・左大弁。

## 経歴
初め中宮大進として美福門院に仕え、のちにその養子であった二条天皇に仕えて、永暦元年（1160年）五位蔵人、長寛3年（1165年）左少弁を歴任する。しかし、同年に二条天皇が崩御し、翌永万2年（1166年）二条親政派が瓦解すると行隆は解官されてしまい、以後長年に亘って不遇を託つ。
治承3年（1179年）に平清盛によるクーデター（治承三年の政変）が発生すると、右中弁・平親宗と右少弁・平基親の2名の弁官が解官されたことに伴って、清盛の推挙を受けて左少弁に還任するとともに、安徳天皇の五位蔵人となる（この経緯は平家物語の「行隆之沙汰」の段に詳しい）。その後は、治承5年（1181年）従四位下・権右中弁、寿永2年（1183年）右中弁、寿永3年（1184年）左中弁、元暦2年（1185年）正四位下・右大弁と弁官を務めながら順調に昇進する。
この間、山城守を務めたほか、養和元年（1181年）には造東大寺長官に任ぜられ、平家の南都焼討によって焼失していた東大寺の復興を担当した。造東大寺大勧進職に就いた重源と協力し任務に当たったものの、事業の完成を見ることなく死去してしまったことから、重源は生前の行隆の尽力に報いるために、彼の遺族を東大寺領である備前国南北条荘の預所に任じている。
文治2年（1186年）左大弁として弁官の筆頭に昇るも参議には任ぜられず、下僚の右大弁・九条光長が先に参議となっている。翌文治3年（1187年）3月17日卒去。享年58。最終官位は左大弁正四位下兼造東大寺長官。

## 官歴
『弁官補任』による。
- 時期不詳：従五位上。治部大輔。中宮権大進[2]
- 永暦元年（1160年） 10月4日：五位蔵人[2]
- 時期不詳：正五位上
- 長寛3年（1165年） 正月23日：権左少弁（依位次越右少弁長方）。6月25日：止蔵人。8月17日：左少弁
- 永万2年（1166年） 4月6日：解官
- 治承3年（1179年） 11月17日：左少弁（還任）。11月18日：五位蔵人
- 治承4年（1180年） 6月28日：兼山城守
- 治承5年（1181年） 6月26日：造東大寺長官。9月：被止山城国務。12月4日：従四位下、権右中弁、即山城守、還昇
- 寿永元年（1182年） 11月23日：従四位上
- 寿永2年（1183年） 12月10日：右中弁
- 寿永3年（1184年） 9月18日：左中弁
- 元暦2年（1185年） 正月20日：正四位下。12月29日：右大弁
- 文治2年（1186年） 12月15日：左大弁、造東大寺長官如元
- 文治3年（1187年） 3月17日：卒去（左大弁正四位下兼造東大寺長官）

## 系譜
- 父：藤原顕時
- 母：藤原有業の娘
- 妻：美福門院女房越前（典薬助藤原行兼の娘）
  - 男子：藤原行房
  - 男子：藤原行時
  - 男子：藤原行長
  - 男子：藤原行方
  - 五男：葉室宗行（1174-1221） - 藤原宗頼の養子
- 生母不明の子女
  - 男子：覚顕
  - 男子：源雅
  - 男子：信空（1146-1228）
  - 男子：重喜